# Giennadij Czchaidze
Giennadij Czchaidze (ros. Геннадий Чхаидзе; gruz. გენნადი ჩხაიძე, Gennadi Czchaidze; ur. 19 czerwca 1974 w Batumi) – gruziński, kirgiski i uzbecki zapaśnik walczący w stylu klasycznym. Z pochodzenia Gruzin. Od 2003 roku reprezentował Kirgistan, a od 2006 startował dla Uzbekistanu. Dwukrotny olimpijczyk. Piąty w Sydney 2000 i Atenach 2004 w wadze 94 kg.
Pięciokrotny uczestnik mistrzostw świata, piąty w 1999. Trzeci na igrzyskach azjatyckich w 2006. Mistrz Azji z 2004 roku. Uniwersytecki mistrz świata z 1998 roku.